# Erland Josephson
Erland Josephson (IPA: [ˈæːɭand ˈʝuːsɛfsɔn]) (Stoccolma, 15 giugno 1923 – Stoccolma, 25 febbraio 2012) è stato un attore e regista svedese.
Nella sua carriera, è stato diretto da registi come Ingmar Bergman, Andrej Tarkovskij, Theo Angelopoulos e Dušan Makavejev.

## Biografia
Commediografo, regista e direttore del Teatro Reale Drammatico di Stoccolma, salì alla ribalta internazionale quale coprotagonista a fianco di Liv Ullmann in due film di Ingmar Bergman: Scene da un matrimonio (1973) e L'immagine allo specchio (1976).
Nel 1977 apparve in Io ho paura di Damiano Damiani e Al di là del bene e del male di Liliana Cavani. Nel 1978 scrisse, interpretò e diresse Noi due, una coppia e nel 1979 La rivoluzione della marmellata. Apparso nel 1981 in Montenegro tango o perle e porci, di Dušan Makavejev, tornò a lavorare con Bergman in Fanny e Alexander (1982) e nel telefilm Dopo la prova (1984), intervallati nel 1983 da La casa del tappeto giallo, di Carlo Lizzani, e da Nostalghia, di Andrej Tarkovskij, per il quale recitò anche nell'ultima opera, Sacrificio (1986).
Tra gli altri suoi film si ricordano: L'ultima mazurka (1987), di Gianfranco Bettetini, L'ultima tempesta (1991) di Peter Greenaway, Cattiva (1991) di Carlo Lizzani, Lo sguardo di Ulisse (1995) di Theo Angelopoulos, Vanità e affanni (1997) di Ingmar Bergman, L'infedele (2000) di Liv Ullmann, Sarabanda (2003) di Ingmar Bergman, Il papa buono (2003) di Ricky Tognazzi. 
Nel 1959 si è sposato con l'attrice Kristina Adolphson da cui ha divorziato nel 1989 dopo 30 anni di matrimonio. Nel 2002 si è risposato con la drammaturga Ulla Åberg con cui è rimasto fino alla morte avvenuta nel 2012 a 88 anni per complicazioni dovute alla malattia di Parkinson.

## Filmografia parziale

### Cinema
- Piove sul nostro amore (Det regnar på vår kärlek), regia di Ingmar Bergman (1946)
- Verso la gioia (Till glädje), regia di Ingmar Bergman (1950)
- Alle soglie della vita (Nära livet), regia di Ingmar Bergman (1958)
- Il volto (Ansiktet), regia di Ingmar Bergman (1958)
- L'ora del lupo (Vargtimmen), regia di Ingmar Bergman (1968)
- Le ragazze (Flickorna), regia di Mai Zetterling (1968)
- Passione (En Passion), regia di Ingmar Bergman (1969)
- Sussurri e grida (Viskningar och rop), regia di Ingmar Bergman (1972)
- Il flauto magico (Trollflöjten), regia di Ingmar Bergman (1975)
- L'immagine allo specchio (Ansikte mot ansikte), regia di Ingmar Bergman (1976)
- Al di là del bene e del male, regia di Liliana Cavani (1977)
- Io ho paura, regia di Damiano Damiani (1977)
- Noi due, una coppia (En och en), regia di Erland Josephson, Sven Nykvist, Ingrid Thulin (1978)
- Sinfonia d'autunno (Höstsonaten), regia di Ingmar Bergman (1978)
- Dimenticare Venezia, regia di Franco Brusati (1979)
- Montenegro tango (Montenegro), regia di Dušan Makavejev (1981)
- Fanny e Alexander (Fanny och Alexander), regia di Ingmar Bergman (1982)
- La casa del tappeto giallo, regia di Carlo Lizzani (1983)
- Nostalghia, regia di Andrej Tarkovskij (1983)
- Dopo la prova (Efter repetitionen), regia di Ingmar Bergman (1984)
- Il giocatore invisibile, regia di Sergio Genni (1985)
- Un caso d'incoscienza, regia di Emidio Greco (1985)
- Sacrificio (Offret), regia di Andrej Tarkovskij (1986)
- Oddio, ci siamo persi il papa (Saving Grace), regia di Robert M. Young (1986)
- Il giorno prima, regia di Giuliano Montaldo (1987)
- L'insostenibile leggerezza dell'essere (The Unbearable Lightness of Being), regia di Philip Kaufman (1988)
- La notte dei maghi (Hanussen), regia di István Szabó (1988)
- Seobe, regia di Aleksandar Petrović (1989)
- Il sole buio, regia di Damiano Damiani (1990)
- Cattiva, regia di Carlo Lizzani (1991)
- L'ultima tempesta (Prospero's Books), regia di Peter Greenaway (1991)
- Tentazione di Venere (Meeting Venus), regia di István Szabó (1991)
- Il bue (Oxen), regia di Sven Nykvist (1991)
- Drømspel (Il Sogno), regia di Unni Straume (1994)
- Vendetta, regia di Mikael Håfström (1995)
- Lo sguardo di Ulisse (To Vlemma tou Odyssea), regia di Theo Angelopoulos (1995)
- Vanità e affanni (Larmar och gör sig till), regia di Ingmar Bergman (1997)
- L'infedele (Trolösa), regia di Liv Ullmann (2000)
- Il papa buono, regia di Ricky Tognazzi (2003)
- Sarabanda (Saraband), regia di Ingmar Bergman (2003)

### Televisione
- Scene da un matrimonio (Scener ur ett äktenskap), regia di Ingmar Bergman – miniserie TV (1973)
- Una donna spezzata, regia di Marco Leto - miniserie TV (1989)
- La vita leggendaria di Ernest Hemingway, regia di José María Sánchez - miniserie TV (1989)
- Il giudice istruttore, regia di Florestano Vancini e Gian Luigi Calderone – miniserie TV (1990)

## Doppiatori italiani
- Pino Locchi in Alle soglie della vita, Il volto, Passione, Dimenticare Venezia
- Arturo Dominici in L'ora del lupo, Sussurri e grida
- Corrado Pani in Scene da un matrimonio, Il giorno prima
- Sergio Graziani in L'immagine allo specchio, Il generale
- Giuseppe Rinaldi in Al di là del bene e del male, Tentazione di Venere
- Riccardo Cucciolla in Io ho paura, Sacrificio, Una donna spezzata
- Giorgio Piazza in Fanny e Alexander, La vita leggendaria di Ernest Hemingway
- Sergio Fiorentini in Nostalghia, Un caso d'incoscienza
- Gianni Musy in Vanità e affanni, Sarabanda
- Renato Mori in La casa del tappeto giallo
- Massimo Foschi in Dopo la prova
- Sandro Tuminelli in Oddio, ci siamo persi il papa
- Gigi Angelillo in L'insostenibile leggerezza dell'essere
- Bruno Alessandro in Il sole buio
- Vittorio Di Prima in Cattiva
- Luciano Melani in Lo sguardo di Ulisse
- Omero Antonutti in L'infedele
- Ennio Coltorti in Il papa buono

## Opere letterarie
- Vanda Monaco Westerstahl (a cura di), Memorie di un attore, Roma, 2002.

## Riconoscimenti
- Guldbagge
  - 1987 - Migliore attore per Amorosa e Sacrificio (Offret)
  - 2004 - Premio Guldbagge onorario